# Soof: een nieuw begin
Soof: een nieuw begin, ook wel Soof: de serie genoemd, is een Nederlandstalige televisieserie. De serie is te zien op Videoland en was te zien op RTL 4. Voor Soof: een nieuw begin verschenen de gelijknamige films Soof en Soof 2. De serie begint waar Soof 2 eindigde.

## Samenvatting
In de serie wordt het leven gevolgd van Soof en haar familie. Bestaande uit haar dochter Sascha, zoons Dies en Bing en haar moeder Hansje. Ook is Kasper te zien (de ex-man van Soof) samen met zijn nieuwe liefde Josine. Andere personages zijn Joy en Gerrit. Zij werken in de Kooksoof (het restaurant van Soof) samen met Soof en Hansje.

## Verhaal
Seizoen 1
Kasper en Soof zijn gescheiden. Als Kaspers eigen ‘mancave’ onbewoonbaar wordt verklaard, trekt hij tijdelijk in op zolder bij Soof en de kinderen. Dit lijkt in eerste instantie best prettig. Niet alleen voor de kinderen, maar ook Soof ziet wel voordelen in weer een man in huis. Op die manier heeft ze ook meer tijd om zich op haar restaurant te richten. Natuurlijk blijkt al snel dat deze situatie van ‘living divorced together’ toch leidt tot een hoop gedoe en misverstanden. Zeker wanneer er nieuwe liefdes in het spel komen…
Seizoen 2
Soof en Kasper proberen elkaar los te laten zoals exen horen te doen, maar dat is makkelijker gezegd dan gedaan. Terwijl Kasper het leven met een pasgeboren baby opnieuw uitvindt met Josine, stort Soof zich met hulp van Jim op haar eigen tv-kookprogramma. De tweeling pendelt tussen de huizen van hun ouders en zijn heftig aan het puberen, terwijl dochter Sacha voor een paar maanden naar Amerika vertrekt. Intussen houdt Joy de KookSoof draaiende en zijn Hansje en Gerrit druk met de voorbereidingen voor de bruiloft.
Alles lijkt zijn gangetje te gaan tot er een bijzondere man op de stoep staat, waar niemand om heen kan.

## Rolverdeling
| Acteur             | Personage    | Seizoen | Seizoen |
| Acteur             | Personage    | 1       | 2       |
| ------------------ | ------------ | ------- | ------- |
| Lies Visschedijk   | Sofie "Soof" | 10 afl. | 8 afl.  |
| Fedja van Huêt     | Kasper       | 10 afl. | 8 afl.  |
| Elise Schaap       | Josine       | 10 afl. | 8 afl.  |
| Anneke Blok        | Hansje       | 10 afl. | 8 afl.  |
| Dick van den Toorn | Gerrit       | 10 afl. | 8 afl.  |
| Roos Dickmann      | Sascha       | 10 afl. | 8 afl.  |
| Brent Schoemaker   | Bing         | 10 afl. | 8 afl.  |
| Niek Schoemaker    | Dies         | 10 afl. | 8 afl.  |
| Dan Karaty         | Jim          | 10 afl. | 8 afl.  |
| Barbara Sloesen    | Joy          | 10 afl. | 8 afl.  |